# Alvin Jones (football)
Pour les articles homonymes, voir Alvin Jones (homonymie) et Jones.
Alvin Jones est un footballeur international trinidadien né le 9 juillet 1994. Il joue au poste d'arrière droit au CD Real Sociedad.

## Biographie

### En club
Le 9 décembre 2019, il signe pour la saison 2020 de MLS au Real Salt Lake.

### En équipe nationale
Il reçoit sa première sélection avec l'équipe de Trinité-et-Tobago le 10 octobre 2014, contre Sainte-Lucie. Ce match remporté 2-0 rentre dans le cadre des éliminatoires de la Gold Cup 2015. Il inscrit son premier but le 10 octobre 2017, contre les États-Unis. Ce match gagné 2-1 rentre dans le cadre des éliminatoires du mondial 2018.
En juin 2019, il participe à la Gold Cup organisée conjointement par les États-Unis, le Costa Rica, et la Jamaïque. Il joue deux rencontres lors de ce tournoi, contre le Panama et les États-Unis, avec pour résultats deux défaites.

## Palmarès
- Champion de Trinité-et-Tobago en 2014 et 2018 avec le W Connection FC
- Vainqueur de la Coupe de Trinité-et-Tobago en 2014 et 2017 avec le W Connection FC